# Pythia Island
Pythia Island (in Chile Isla Toneless ‚Fass-Insel‘) ist eine 300 m lange Insel vor der Danco-Küste des Grahamlands im Norden der Antarktischen Halbinsel. In der Wilhelmina Bay liegt sie als größte einer Gruppe kleiner Inseln vor der Ostseite von Enterprise Island.
Das UK Antarctic Place-Names Committee benannte sie 1960 nach dem Fabrikschiff Pythia des norwegischen Walfangunternehmers Lars Christensen, das zwischen 1921 und 1922 im nahegelegenen Gouvernøren Harbour operierte. Die chilenische Benennung ist dagegen deskriptiv.